# PRQ
PeRiQuito AB (PRQ) es un Proveedor de servicios de Internet y alojamiento web sueco creado en 2004.
Se hizo famoso por alojar el sitio de archivos BitTorrent llamado The Pirate Bay. También aloja La Oficina Pirata, WikiLeaks y alojó a la agencia de noticias Kavkazcenter.
PRQ pertenecía a Fredrik Neij y a Gottfrid Svartholm, pero fue vendida a un grupo de inversores extranjeros.[cita requerida]

## Modelo de negocio
Parte del modelo de negocio de PRQ era dar alojamiento a cualquier cliente a pesar de lo extraño o controvertido que pudiese resultar, mientras los sitios web cumplieran con las leyes suecas. El New York Times afirmaba que "Los chicos de PRQ han convertido en deporte burlar todas las formas de autoridad, incluyendo a la policía sueca. PRQ se ha desvivido por alojar páginas que otras compañías no tocarían". PRQ describe su servicio como "un servicio de alojamiento altamente seguro y en el que no se hacen preguntas". La compañía afirma que casi no almacena información de su clientela y que conserva pocos historiales, si es que los conserva.
Se dice que Fredrik Neij y Gottfrid Svartholm han acumulado "considerable habilidad resistiendo a los ataques legales de poderosos intereses corporativos". Al parecer, Svartholm dijo en una entrevista telefónica "Empleamos a nuestro propio personal legal. Estamos acostumbrados a este tipo de situaciones". Debido a que alojaba The Pirate Bay, PRQ fue el objetivo de una redada policial en 2006.

## Propietarios
Desde febrero de 2009, Gottfrid Svartholm y algunos antiguos empleados ya no trabajan en PRQ. Por esa fecha, la compañía sufrió cambios en la infraestructura, actualizó su página web, empezó a ofrecer servidores dedicados y alojamiento compartido. Además reemplazó el soporte a usuarios de manera personal a un sistema de boletos (tickets). Además, por el 2008 surgió un comunicado que decía: "Las actividades de PRQ han sido vendidas a un grupo de inversores extranjero. Las actividades seguirán como antes pero de las operaciones diarias se ocupará otro grupo de personas, excepto durante un período de transición. La principal diferencia es que ahora PRQ tiene mejores recursos".
Antes de esto se cree que PRQ empezó a generar pérdidas a sus propietarios y que realmente seguían con el proyecto como hobby para proporcionar alojamiento con libertad de expresión a quien lo necesitase. Con los nuevos propietarios, se espera que continúe como antes, a la vez que la compañía sea rentable.[cita requerida]

## Actualidad
En la actualidad PRQ aloja algunos trackers bastante importantes como el rumano FileLi, el ruso Rutor, el americano SceneAccess y otros sitios bastante visitados relacionados con el P2P. 
El servidor está inoperativo desde julio de 2017.